# Meso-Zeaxanthin
meso-Zeaxanthin [(3R,3′S)-Zeaxanthin] ist ein Carotinoid der Xanthophyll-Klasse und stellt eines von drei Stereoisomeren des Zeaxanthins dar. Von diesen drei Stereoisomeren kommt meso-Zeaxanthin am zweithäufigsten in der Natur vor, nach (3R,3′R)-Zeaxanthin, welches von Pflanzen und Algen produziert wird. Bis heute wurde meso-Zeaxanthin in bestimmten Geweben von Meeresfischen nachgewiesen, aber auch im gelben Fleck (lateinisch: Macula lutea) der Netzhaut (Retina) des menschlichen Auges.

## Vorkommen
Carotinoide sind notwendig für das Leben von Tieren, aber Tiere können sie nicht selbst herstellen. Daher nehmen Tiere Carotinoide mit der Nahrung auf. Für Pflanzenfresser sind die Quellen pflanzliche und Algennahrung, für Fleischfresser dienen wiederum Pflanzenfresser als entsprechende Quelle.

### Vorkommen in der Nahrung

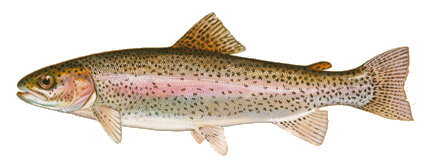
Regenbogenforelle (Oncorhynchus mykiss)

Es ist heute allgemeinen anerkannt, dass meso-Zeaxanthin nicht in Pflanzen selbst vorkommt, aber in Meeresfischen. Ursprünglich wurde angenommen, dass meso-Zeaxanthin nicht aus der Nahrung stamme und in der Makula (dem zentralen Teil der Retina) aus dem retinalen Lutein (einem anderen Xanthophyll in der menschlichen Ernährung) gebildet werden würde, aber diese Arbeit wurde inzwischen widerlegt. So haben Nolan u. a. (2013) gezeigt, dass meso-Zeaxanthin in der Haut von Forellen, Sardinen und Lachs und im Fleisch von Forellen vorkommt. Dies steht im Einklang mit der Arbeit von Maoka aus dem Jahr 1986. In einer weiteren Publikation von Nolan und Mitarbeitern wurden die drei Stereoisomere von Zeaxanthin im Fleisch von zwei Forellenarten quantifiziert. Dies war die erste Arbeit, die Menge von meso-Zeaxanthin in einem gewöhnlichen Nahrungsmittel untersuchte. So wurde berechnet, dass ein Mensch aus einer durchschnittlichen Regenbogenforelle (circa 200 g) 0,2 mg natürliches meso-Zeaxanthin aufnimmt. Überdies können auch Sardinen in Konserven als gewöhnliche Quelle für meso-Zeaxanthin beim Menschen angesehen werden, da diese Konserven einen signifikanten Anteil an Sardinenhaut enthalten. Bereits 2002 berichteten Khachick und Mitarbeiter, dass die Leber der Japanischen Wachtel (Coturnix japonica) und Frosch-Plasma meso-Zeaxanthin enthalten. Froschschenkel stellen eine relativ verbreitete Nahrung und Delikatesse in Frankreich dar.

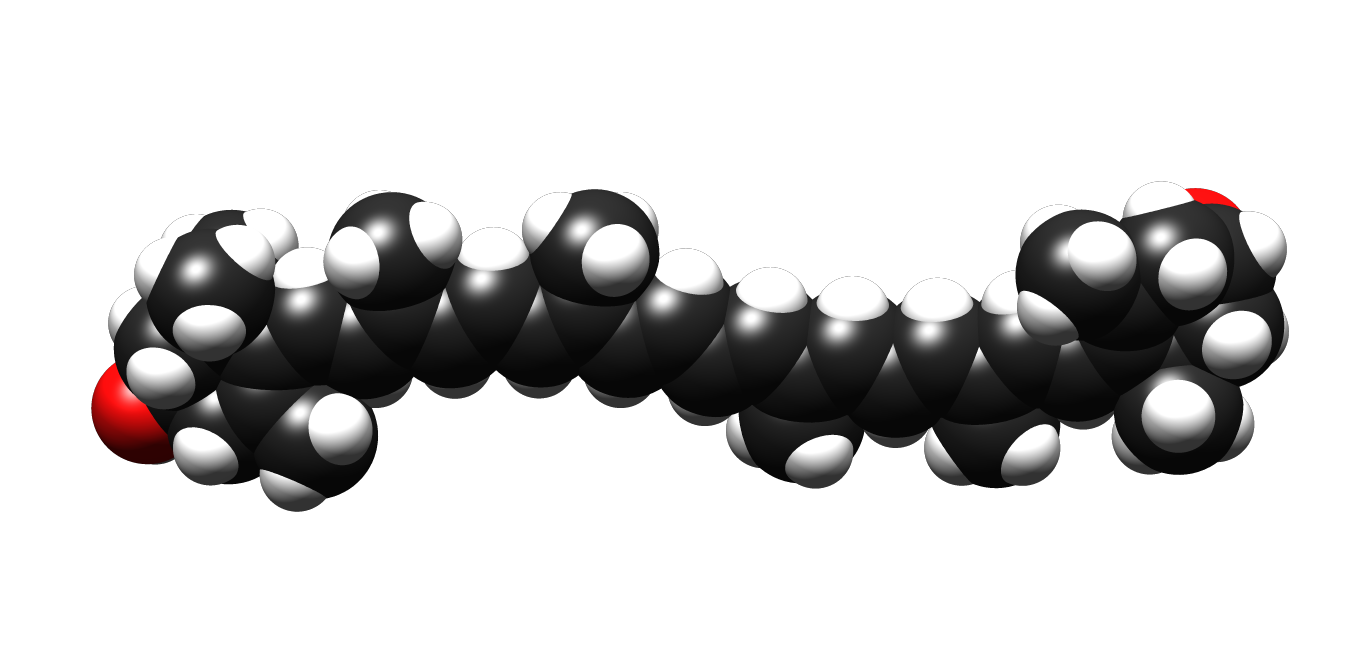
3D-Struktur des meso-Zeaxanthins (Kalottenmodell)

Es ist auch möglich, dass meso-Zeaxanthin aus anderen Carotinoiden entsteht, die mit der Nahrung aufgenommen werden, da Carotinoide dafür bekannt sind, dass sie für spezielle physiologische Funktionen ineinander umgewandelt werden. Zum Beispiel wurde vorgeschlagen, dass meso-Zeaxanthin in der Haut von Forellen aus Astaxanthin entsteht; und meso-Zeaxanthin im Gelben Fleck von Primaten zumindest zum Teil aus Lutein hergestellt wird.

### Makula

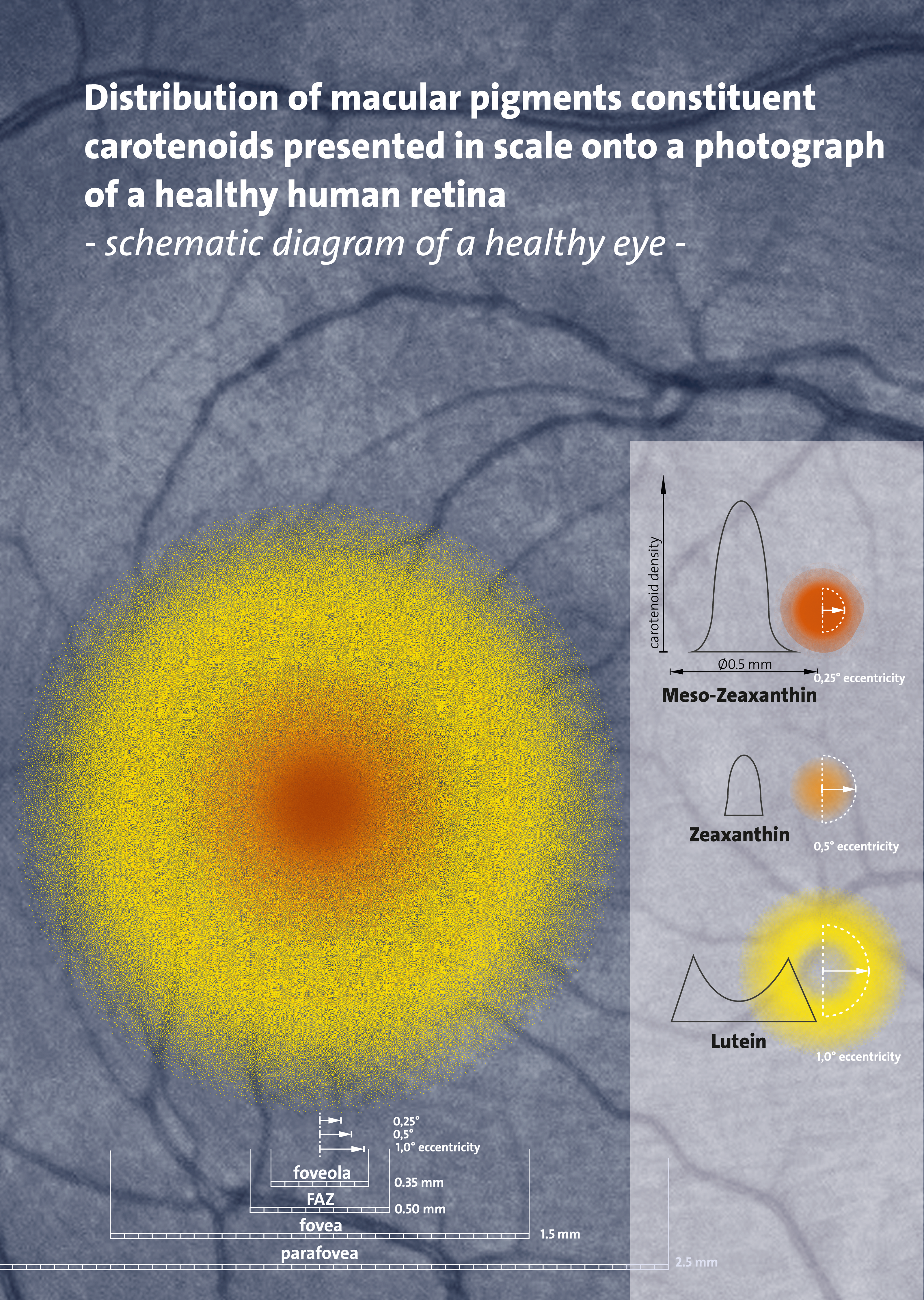
Verteilung der einzelnen Carotinoide des Makulapigments, dargestellt als Mengenverhältnis relativ zum Abstand vom Zentrum, auf der Fotografie einer gesunden menschlichen Retina

meso-Zeaxanthin, Lutein und (3R,3′R)-Zeaxanthin sind die häufigsten Carotinoide in der Macula lutea, die in einem Verhältnis von 1:1:1 vorkommen und zusammen als Makulapigment (MP) bezeichnet werden. meso-Zeaxanthin ist im Mittelpunkt der Makula konzentriert, wo es etwa 50 % des MP ausmacht, während Lutein in der peripheren Makula dominiert.

### Geflügelprodukte
Masthähnchen sind gelb, wenn sie mit Carotinoid-haltiger Nahrung gefüttert wurden, da die Carotinoide sich in der Haut und dem Unterhautfett der Tiere anreichern. Carotinoid-Einlagerung ist auch ein Grund für die gelbe Farbe des Eidotters. Aus diesem Grund fügen Geflügelproduzenten Carotinoide dem Futter hinzu, um die Attraktivität des Endprodukts für den Konsumenten zu erhöhen und die Gesundheit der Tiere zu unterstützen (typischerweise Lutein, Zeaxanthin, Canthaxanthin und 8′-Apo-β-caroten-8′-al). Es wird angenommen, dass Lutein und Zeaxanthin synergistisch den gelben Farbton verstärken, wobei Zeaxanthin durch seinen größeren Chromophor stärker wirkt als Lutein. Deshalb nutzen einige Firmen einen Studentenblumen-Extrakt, in dem ein Teil des Luteins in Zeaxanthin umgewandelt wurde, um den Masthähnchen und Hennen beide Carotinoide zuzufüttern. Das Isomer des Zeaxanthins, das durch den Herstellungsprozess aus Lutein entsteht, ist durch die verwendete Technologie bedingt das meso-Zeaxanthin (siehe unten). Daher wurde meso-Zeaxanthin in Eiern aus Mexiko und Kalifornien nachgewiesen.

## Eigenschaften und biologische Bedeutung
Unter den drei makulären Carotinoiden (Lutein, Zeaxanthin und meso-Zeaxanthin) ist meso-Zeaxanthin das stärkste Antioxidans, jedoch zeigte die Kombination der makulären Carotinoide das größte antioxidative Potential, wenn es mit einzelnen Carotinoiden bei der gleichen Konzentration verglichen wurde. Dies scheint zu erklären, warum die menschliche Makula einzig diese drei von den circa 700 Carotinoiden enthält, die in der Natur vorhanden sind. Es wurde auch gezeigt, dass diese Kombination der Carotinoide zu einer Lichtfilterung des kurzwelligen blauen Lichtes in der Makula führt. Dies ist wichtig, da das auf der Makula auftreffende kurzwellige Licht sonst zur chromatischen Aberration und Lichtstreuung führt, Phänomene, welche die Sehfunktion negativ beeinflussen und zu verringertem Kontrastsehen führen. meso-Zeaxanthin befindet sich an der idealen anatomischen Position und besitzt die antioxidative und lichtfilternde Eigenschaften, um die Makula zu schützen und die Sehfähigkeit zu stärken.

## Verwendung
Carotinoide wie Zeaxanthin und Lutein werden in Kombination mit weiteren Stoffen in Nahrungsergänzungsmitteln als Mikronährstoffe für die Augen verwendet. In zwei klinischen Studien (AREDS-1 und -2) mit mehr als 7700 Teilnehmern wurde 2001 und 2013 die kombinierte Einnahme von Antioxidantien wie Vitamin C, Vitamin E, Zink- und Kupferoxid mit β-Carotin bzw. mit den makulären Carotinoiden  Lutein und Zeaxanthin  auf das Fortschreiten einer AMD untersucht.
Die Verwendung speziell von meso-Zeaxanthin in der Behandlung der altersbedingten Makuladegeneration wird untersucht.
Health-Claims nach der europäischen Health-Claims-Verordnung bestehen nicht.

## Industrielle Herstellung

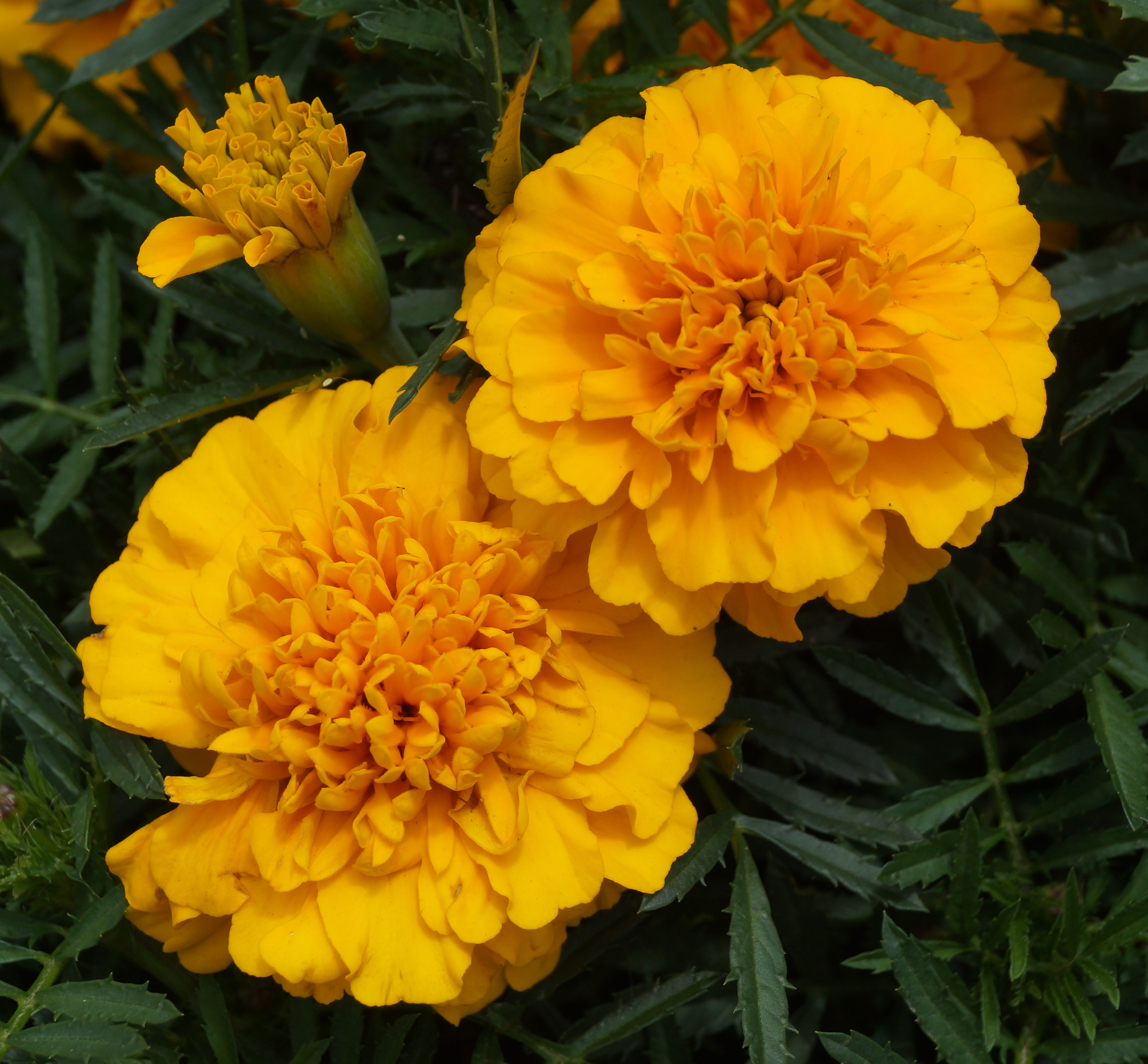
Die Blütenblätter der Studentenblume sind Ausgangsmaterial für die Gewinnung von Lutein

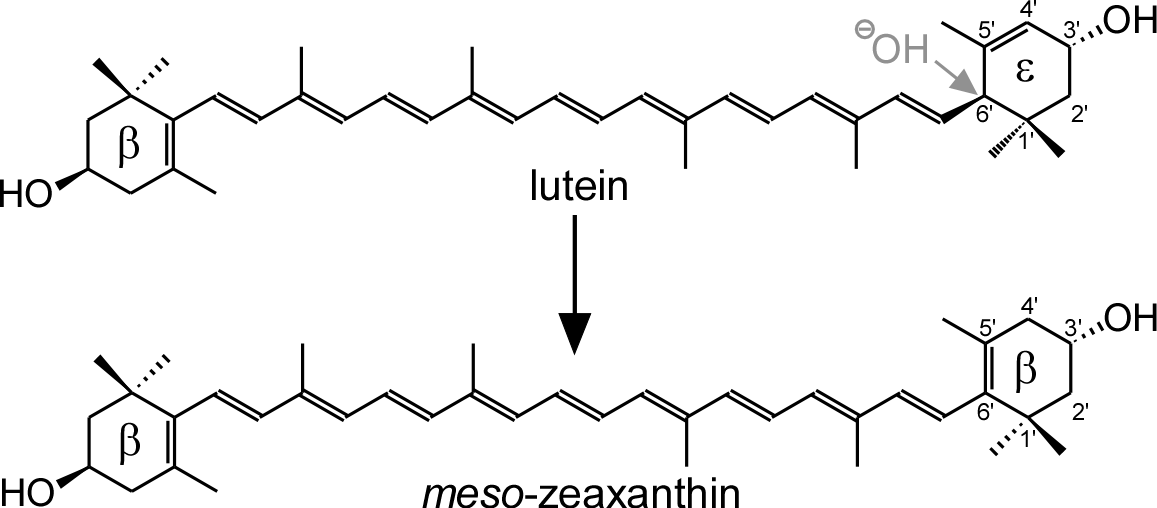
Umwandlung von Lutein in meso-Zeaxanthin

Industriell wird meso-Zeaxanthin aus Lutein hergestellt, welches aus Blütenblättern der Studentenblume gewonnen wird. Der Prozess besteht aus einer Verseifung bei hohen Temperaturen und einer hohen Basenkonzentration, die zur Isomerisierung der 4′-5′-Kohlenstoff-Doppelbindung zur Position 5′-6′ führt. Dies überführt den ɛ-Ring des Luteins in einen β-Ring und wandelt Lutein in meso-Zeaxanthin um. Die Stereochemie dieses Zeaxanthins wird durch die Position der Hydroxygruppe an der 3′-Position bestimmt, was zur S-Konfiguration des entstandenen Zeaxanthin-Isomers führt. Deshalb wird durch diesen Prozess das Stereoisomer (3R.3′S)-Zeaxanthin (d. h. meso-Zeaxanthin) produziert. Die Bedingungen dieser Verseifung können so beeinflusst werden, dass die Konversionsrate von Lutein zu meso-Zeaxanthin erhöht oder verringert wird.

## Sicherheitsstudien im Tier
Wenn eine Substanz kommerziell für den menschlichen Verbrauch genutzt werden soll, muss seine Sicherheit geprüft werden. Zuerst muss gezeigt werden, dass die Substanz unschädlich für die Gesundheit von Tieren ist, selbst wenn sie in Dosen verabreicht wird, die deutlich höher sind als die gewöhnliche tägliche Aufnahme. Danach kann die Substanz in Studien am Menschen untersucht werden.
Toxizitätsstudien von meso-Zeaxanthin wurden von verschiedenen Forschergruppen durchgeführt, die alle die Sicherheit dieser Verbindung bestätigten.
Die Resultate dieser Studien lassen sich wie folgt zusammenfassen:
1. Chang u. a. zeigten, dass der NOAEL (No Observed-Adverse-Effect Level) höher war als die Dosis von 200 mg/kg Körpergewicht pro Tag und damit höher als die Zufuhr mit Nahrungsergänzungsmitteln, die typischerweise bei weniger als 0,5 mg/kg Körpergewicht pro Tag liegt. Die Abwesenheit von Mutagenität wurde durch die gleiche Studie mit dem Ames-Test bestätigt.
2. Xu u. a. schlussfolgerten aus einer 90-tägigen Ernährungsstudie in Ratten, dass meso-Zeaxanthin keine akute Toxizität und keine Genotoxizität aufweist; sowie dass die Zufuhr von meso-Zeaxanthin sicher ist bei einer Dosis von 300 mg/kg Körpergewicht pro Tag. Die Autoren verwendeten einen 100-fachen Sicherheitsfaktor und berechneten einen ADI (Acceptable Daily Intake) von 3 mg/kg Körpergewicht pro Tag für meso-Zeaxanthin.
3. Thurnham u. a. zeigte in Ratten, dass Mengen von 2, 20 und 200 mg meso-Zeaxanthin pro kg Körpergewicht pro Tag für 13 Wochen zu keinen unerwünschten Effekten auf die Gesundheit der Tiere führten. Dies bedeutet, dass der NOAEL wenigstens bei 200 mg meso-Zeaxanthin/kg Körpergewicht pro Tag liegt, was mindestens 1400-mal höher ist als die typische Zufuhr mit Nahrungsergänzungsmitteln. Untersuchungen zur Genotoxizität zeigten die Sicherheit von 10 bis 5000 µg meso-Zeaxanthin pro Bakterien-Kulturplatte im sogenannten Ames-Test und führten nicht zu einer erhöhten Mutationsrate in fünf Bakterien-Teststämmen.

Zusammenfassend kann man folgern, dass der NOAEL von meso-Zeaxanthin weit höher liegt als die Zufuhr über herkömmliche Lebensmittel.
2011 wurde von der US „Food and Drug Administration“ der GRAS-Status (GRAS: Generally Recognized As Safe) von meso-Zeaxanthin anerkannt aufgrund eines Vorschlags einer US-Firma zum Status von meso-Zeaxanthin (plus L und Z).

## Studien im Menschen
Die erste Studie, welche die Effekte von meso-Zeaxanthin untersuchte, wurde von den Professoren Bone und Landrum in Miami (Florida) durchgeführt. Diese Untersuchung bestätigte, dass meso-Zeaxanthin effektiv ins Serum aufgenommen wurde und die makuläre Pigmentdichte sich signifikant in der Gruppe mit Supplementierung erhöhte. In der Placebo-Gruppe wurde keine solche Erhöhung beobachtet.
In einer weiteren Studie in Nordirland nahmen 19 Individuen ein Supplement, das auch aus allen drei makulären Carotinoiden (einschließlich meso-Zeaxanthin) bestand, über eine Periode von 22 Tagen. Die Resultate zeigten, dass Meso-Zeaxanthin aufgenommen wurde. Am „Institute of Vision Research“ des „Waterford Institute of Technology“ wurden mehrere Studien („Meso-zeaxanthin Ocular Supplementation Trials“ [MOST]) durchgeführt, um die Sicherheit, den Effekt auf die makuläre Pigmentdichte und die Serum-Carotinoid-Konzentration in Individuen mit und ohne AMD, nach der Supplementierung mit allen drei makulären Carotinoiden (insbesondere meso-Zeaxanthin) zu untersuchen. Diese Studien bestätigten die Sicherheit der makulären Carotinoide für die menschliche Konsumption. Dafür wurden viele biologische Tests durchgeführt um die Nieren- und Leberfunktion zu überprüfen, wie auch das Lipid-Profil, das Blutbild und Entzündungsmarker.
Die MOST-Studien zeigten ebenfalls einen statistisch signifikanten Anstieg der Serumkonzentrationen von meso-Zeaxanthin und Lutein gegenüber dem Ausgangswert. Signifikante Anstiege des zentralen makulären Pigments wurden bereits nach zwei Wochen Supplementierung beobachtet. Außerdem wurde in Patienten, die eine atypische Verteilung des makulären Pigments im Auge aufwiesen, das normale Pigmentprofil wiederhergestellt (d. h., sie besaßen die hohe Konzentration des Pigments im Zentrum der Makula). Dies geschah nach einer Zufuhr von einem vorwiegend meso-Zeaxanthin-haltigen Präparat über acht Wochen, während dies in der Gruppe mit dem Präparat ohne meso-Zeaxanthin nicht auftrat.
Die Hauptergebnisse aus den MOST-Studien in Patienten mit AMD wurden 2013 und 2015 veröffentlicht. Die Publikationen dieser Studien folgerten: "Die Anreicherung der makulären Pigmentdichte über ihr räumliches Verteilungsprofil und die Verstärkung der Kontrastempfindlichkeit wurden am besten erreicht nach Supplementierung mit einer Formulierung, die hohe Dosen von meso-Zeaxanthin in Kombination mit Lutein und Zeaxanthin enthielt." Die Publikationen von 2015 schlussfolgert mit Bezug auf die altersbedingte Makuladegeneration: "Der Einschluss von meso-Zeaxanthin in eine Formulierung scheint einen Nutzen durch die Erhöhung der makulären Pigmentdichte und durch die verbesserte Kontrastempfindlichkeit bei Patienten mit früher AMD zu gewähren. Ein wichtiger und neuer Befund beruht auf der Beobachtung, dass eine fortgesetzte Supplementierung mit makulären Carotinoiden über drei Jahre in Patienten mit früher AMD für eine maximale Erhöhung der makulären Pigmentdichte und für eine optimierte Kontrastempfindlichkeit notwendig erscheint.